# Juan Illescas
Juan Carlos Illescas Ramos (Lima, 12 de junio de 1959) es un exfutbolista peruano que ha jugado gran parte de su carrera profesional en Alianza Lima.
Apodado «Foreman», fue un 10 clásico de gran técnica, especialista en tiros libres. Se ha ganado un lugar entre los mejores mediocampistas en la historia de Alianza Lima, además de ser el tercer jugador con más partidos disputados.

## Sus inicios
Formado en la cantera de Alianza Lima desde 1974, Illescas fue ascendido al primer equipo en 1977 con solo 18 años. No tuvo mucho protagonismo al inicio, pues para el momento en que pudo comenzar a jugar, no solamente era César Cueto el conductor del equipo; sino que también regresó al club Teófilo Cubillas, formando un equipo plagado de estrellas en el que fue pieza de recambio. Alineó por primera vez como titular el 10 de agosto de 1977, jugando contra Deportivo Junín en la victoria de Alianza Lima por 3-2 con goles de Lazón, Cueto y Ravello válida por la fecha 16 del Descentralizado de aquel año.
Illescas comenzó a tener mayor rodaje en 1978 en Alianza Lima, fue partícipe del título de ese año mientras alternaba con otros grandes jugadores blanquiazules. Pero no fue sino en las próximas temporadas que empieza a tener un marcado protagonismo.
Para la temporada 1979 el equipo quedaba mermado ya que hubo un gran éxodo de jugadores, sobre todo los que habían sido la base de la selección peruana que fue tanto campeona de América apenas 4 años antes como animadora de las Copas del Mundo de 1978 y 1982. Esto permitió que Illescas pudiera jugar como titular durante muchos de los años siguientes, incluso con el surgimiento de una gran camada de jugadores extraordinarios provenientes de las divisiones menores que se iban acoplando de a pocos al equipo.
En 1984 con la vuelta de Teófilo Cubillas, Illescas se convierte nuevamente en suplente. Sin embargo, tras la partida del astro, a partir de 1985 Illescas tiene un nuevo despegue, siendo pieza clave del título Metropolitano de aquel año de los Torneos Descentralizados de 1986 y 1987 donde tuvo 2 subcampeonatos. 
Tras la temporada 1987 con la coyuntura difícil que atravesaba el club, Illescas tiene un bajón considerable en su nivel futbolístico, y tras jugar los partidos de la Liguilla final del Descentralizado de 1988 en enero de 1989 se marcha al Inter de San Borja donde jugó hasta 1990. 
Se retira en Alianza Atlético Sullana en 1991.

## Selección Peruana
En 1977 fue convocado a la Selección juvenil dirigido por Marcos Calderón que participó en el torneo Sub-20 en Venezuela.
Participó en el Preolímpico en Bolivia 1987.

## Clubes
| Club                     | País | Año         |
| ------------------------ | ---- | ----------- |
| Alianza Lima             | Perú | 1977 - 1988 |
| Inter de San Borja       | Perú | 1989 - 1990 |
| Alianza Atlético Sullana | Perú | 1991        |

## Estadísticas

### Clubes
| Club | Div.          | Temporada     | Liga (1) | Liga (1) | Copas nacionales | Copas nacionales | Torneos internacionales (2) | Torneos internacionales (2) | Total (3) | Total (3) | Media goleadora |
| Club | Div.          | Temporada     | Part.    | Goles    | Part.            | Goles            | Part.                       | Goles                       | Part.     | Goles     | Media goleadora |
| --- | ------------- | ------------- | -------- | -------- | ---------------- | ---------------- | --------------------------- | --------------------------- | --------- | --------- | --------------- |
| Alianza Lima · Perú | 1.ª           | 1977          | 3        | 0        | —                | —                | —                           | —                           | 3         | 0         | 0,48            |
| Alianza Lima · Perú | 1.ª           | 1978          | 14       | 2        | —                | —                | 2                           | 0                           | 16        | 2         | 0,45            |
| Alianza Lima · Perú | 1.ª           | 1979          | 39       | 7        | —                | —                | 6                           | 2                           | 45        | 7         | 0,00            |
| Alianza Lima · Perú | 1.ª           | 1980          | 24       | 3        | —                | —                | —                           | —                           | 24        | 3         | 0,33            |
| Alianza Lima · Perú | 1.ª           | 1981          | 30       | 5        | —                | —                | —                           | —                           | 30        | 5         | 0,33            |
| Alianza Lima · Perú | 1.ª           | 1982          | 28       | 6        | —                | —                | —                           | —                           | 28        | 6         | 0,33            |
| Alianza Lima · Perú | 1.ª           | 1983          | 31       | 7        | —                | —                | 6                           | 1                           | 37        | 7         | 0,33            |
| Alianza Lima · Perú | 1.ª           | 1984          | 44       | 17       | —                | —                | —                           | —                           | 44        | 17        | 0,33            |
| Alianza Lima · Perú | 1.ª           | 1985          | 52       | 19       | —                | —                | —                           | —                           | 52        | 19        | 0,33            |
| Alianza Lima · Perú | 1.ª           | 1986          | 26       | 11       | —                | —                | —                           | —                           | 26        | 11        | 0,33            |
| Alianza Lima · Perú | 1.ª           | 1987          | 43       | 8        | —                | —                | 6                           | 1                           | 49        | 8         | 0,33            |
| Alianza Lima · Perú | 1.ª           | 1988          | 19       | 2        | —                | —                | 1                           | 0                           | 20        | 2         | 0,33            |
| Alianza Lima · Perú | Total club    | Total club    | 353      | 90       | 0                | 0                | 21                          | 4                           | 374       | 93        | 0,40            |
| Total carrera | Total carrera | Total carrera | 353      | 90       | 0                | 0                | 21                          | 4                           | 374       | 93        | 0,39            |
| (1) Incluye datos de las instancias definitorias contempladas en las bases de cada competición. (2) Incluye datos de la Copa Libertadores. (3)No incluye datos de partidos amistosos. |               |               |          |          |                  |                  |                             |                             |           |           |                 |

## Palmarés

### Campeonatos nacionales
| Título           | Club         | País | Año  |
| ---------------- | ------------ | ---- | ---- |
| Primera División | Alianza Lima | Perú | 1977 |
| Primera División | Alianza Lima | Perú | 1978 |

### Torneos regionales
| Título                          | Club         | País | Año  |
| ------------------------------- | ------------ | ---- | ---- |
| Torneo Metropolitano            | Alianza Lima | Perú | 1985 |
| Torneo Descentralizado          | Alianza Lima | Perú | 1986 |
| Torneo Descentralizado          | Alianza Lima | Perú | 1987 |
| Torneo Descentralizado Zona "B" | Alianza Lima | Perú | 1988 |

Actualmente el exfutbolista es entrenador de las categorías menores del Club Alianza Lima.